# Salomon Maimon

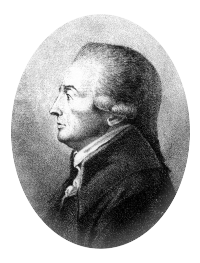

Salomon Maimon (1753-1800) was een Duitse filosoof. Hij is vooral van belang vanwege het werk Versuch über die Transzendentalphilosophie (1790), waarin hij Kant's Kritik der reinen Vernunft (1781) bekritiseert.

## Leven
Salomon Maimon werd geboren in Mir, een stad in het toenmalige Grootvorstendom Litouwen (de stad ligt in het huidige Wit-Rusland). Hij kreeg onderwijs in de Joodse traditie en trouwde jong. Hij schijnt zichzelf Duits te hebben geleerd en de belangrijkste filosofen van zijn tijd zelfstandig bestudeerd te hebben. In 1788 leerde hij het werk van Kant kennen; hij onderwierp dit aan een kritische analyse in zijn Versuch über die Transcendentalphilosophie uit 1790. Kant was hiervan zeer onder de indruk.

## Filosofie
Maimon bekritiseert Kant's Ding an sich, een kwestie die ook bij andere filosofen, zoals Jacobi, Fichte en Schopenhauer, negatieve reacties opriep. Meer in het bijzonder voerde hij aan dat het Ding an sich geen objectief bestaand object is. Verder maakt Kant volgens Maimon niet duidelijk hoe ervaring plaats kan vinden.